# Võ Thành Thống
Võ Thành Thống (sinh năm 1963) là chính khách Việt Nam. Ông từng là Ủy viên Ban Cán sự Đảng, Thứ trưởng Bộ Kế hoạch và Đầu tư, nguyên Phó Bí thư Thành ủy, Chủ tịch Ủy ban nhân dân thành phố Cần Thơ khoá IX, nhiệm kỳ 2016–2021.

## Lý lịch và học vấn
Võ Thành Thống sinh ngày 19 tháng 5 năm 1963, quê quán xã Mỹ Quới, thị xã Ngã Năm, tỉnh Sóc Trăng;
Trình độ: 
Tiến sĩ Kinh tế;
Thạc sĩ Quản trị Kinh doanh;
Cử nhân Kinh tế;
Cử nhân Sử học;
Cao cấp Lí luận chính trị.

## Sự nghiệp
Trước khi được bầu làm Chủ tịch Ủy ban nhân dân thành phố Cần Thơ, ông Võ Thành Thống từng giữ các chức vụ: Hiệu trưởng Cao đẳng kinh tế Cần Thơ, Giám đốc Sở Tài chính, Phó Chủ tịch Ủy ban nhân dân thành phố Cần Thơ nhiệm kỳ 2004-2011, Bí thư Quận ủy Ninh Kiều.
Ngày 25/9/2015, Đại hội đại biểu Đảng bộ thành phố Cần Thơ lần thứ XIII, nhiệm kỳ 2015-2020 đã bầu ông Võ Thành Thống giữ chức Phó Bí thư Thành ủy.
Ngày 12/11/2015, Hội đồng nhân dân thành phố Cần Thơ khóa VIII đã họp phiên bất thường bầu bổ sung ông Võ Thành Thống giữ chức vụ Chủ tịch Ủy ban nhân dân thành phố Cần Thơ nhiệm kỳ 2011-2016, với số phiếu bầu 49/50 đạt tỉ lệ 98%.
Ngày 30/11/2015, Thủ tướng Chính phủ đã ký quyết định phê chuẩn kết quả bầu chức vụ Chủ tịch Ủy ban nhân dân thành phố Cần Thơ, nhiệm kỳ 2011 - 2016 đối với ông Võ Thành Thống.
Ngày 30/6/2016, Hội đồng nhân dân thành phố Cần Thơ khoá IX tiến hành kỳ họp đầu tiên bầu ông Võ Thành Thống tái đắc cử chức danh Chủ tịch Ủy ban nhân dân thành phố Cần Thơ nhiệm kỳ 2016-2021, đạt tỷ lệ 96,36% phiếu bầu.
Ngày 21 tháng 5 năm 2019, tại Quyết định 609/QĐ-TTg, Thủ tướng Chính phủ Việt Nam Nguyễn Xuân Phúc đã điều động, bổ nhiệm ông Võ Thành Thống, Phó Bí thư Thành ủy, Chủ tịch UBND thành phố Cần Thơ, giữ chức vụ Ủy viên Ban Cán sự Đảng, Thứ trưởng Bộ Kế hoạch và Đầu tư.
Từ ngày 1/11/2022, ông nghỉ hưu.

## Kỷ luật
Ngày 9/5/2022, Thủ tướng Chính phủ Phạm Minh Chính ký quyết định thi hành kỷ luật ông Võ Thành Thống sau khi Ủy ban Kiểm tra Trung ương kỷ luật cảnh cáo ông do khi ông còn là Chủ tịch UBND TP. Cần Thơ vi phạm nguyên tắc, quy định của Đảng và quy chế làm việc; thiếu trách nhiệm, buông lỏng lãnh đạo, chỉ đạo dẫn đến nhiều sai phạm để UBND TP và một số tổ chức, cá nhân vi phạm quy định của Đảng, pháp luật của Nhà nước trong việc mua sắm trang thiết bị y tế, thuốc chữa bệnh, thực hiện dự án đầu tư, cải tạo, nâng cấp bệnh viện; nhiều cán bộ, đảng viên bị kỷ luật, một số bị xử lý hình sự..